# Mountain bike
La mountain bike (anche MTB o, raramente, rampichino) è una bicicletta strutturata in maniera da potersi muovere agevolmente al di fuori delle strade asfaltate o le piste ciclabili, ed affrontare terreni sconnessi, sia in salita che in discesa. Per cui, in genere è dotata di sospensioni (quasi sempre ammortizzate), sia anteriori che posteriori (come le moto da cross) e di gomme molto più larghe e ben tassellate, rispetto alle normali biciclette da città o a quelle da corsa. Il telaio di una mountain bike deve essere anche più robusto, benché i materiali siano quelli tipici (alluminio, carbonio, acciaio, ecc), per cui un peso maggiore sarà la costante caratterizzante.
Ad oggi, esistono svariate tipologie di mezzi MTB, progettate e costruite in base ai differenti sentieri e percorsi da affrontare e in base alle esigenze personali. Dalle cosiddette Down-Hill (DH), bici completamente ammortizzate a corsa lunga, adatte per "correre giù dalla collina", affrontando salti anche di 2 metri (e più), ma inadatte alla risalita, alle più leggere "MTB front", dotate della sola forcella anteriore ammortizzata, per smorzare almeno le sollecitazioni sulle braccia, durante le discese nei percorsi accidentati. Se la MTB-DH è la regina delle MTB, la "front" è la MTB più simile alle bici da strada, ma che viene utilizzata nei sentieri ove la discesa non presenti troppe insidie (quindi, è una MTB molto limitata). Il carro posteriore delle front, viene lasciato rigido (hardtail), senza ammortizzatore, per evitare al massimo l'eventuale spreco di energia causato dalle oscillazioni del ammortizzatore, nelle pedalate più vigorose in salita.
Le MTB con sospensioni anteriori e posteriori, vengono chiamate "full" (da full suspended o sospensione completa o bi-ammortizzata), tipiche delle categorie come cross country, down country, trail bike, all mountain, enduro e downhill.
Nonostante la MTB nasca priva di sospensioni (negli anni settanta), ad oggi esistono ancora alcune eccezioni di MTB prive di sospensioni. Una è la fatbike, che monta di copertoni molto molto ampi (con sezioni quasi da moto), per uso sui terreni estremi come neve, sabbia, fango, ecc, dove le tipiche MTB sarebbero limitate. 

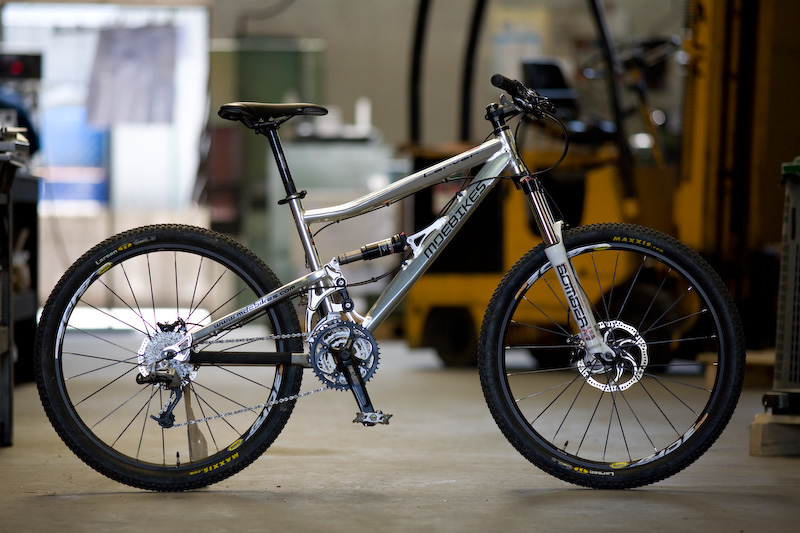
Una mountain bike da all mountain

## Storia
La mountain bike moderna nasce alla fine degli anni settanta in California, dopo un lungo periodo in cui venivano usate biciclette adattate, dette "clunker" (catorcio), per far gare in discesa su strade forestali. Si ritiene che la prima bicicletta appositamente costruita per l'uso fuoristrada sia quella di Joe Breeze, nel 1978. Successivamente Gary Fisher, Charlie Kelly e Tom Ritchey si associarono nella MountainBikes. Nei primi anni ottanta negli USA vennero vendute le prime mountain bike prodotte su larga scala, che a quel tempo erano poco più che biciclette da corsa irrobustite, con manubrio dritto e gomme più larghe.
In Italia il debutto della mountain bike avvenne tramite la rivista "Airone" che presentó la disciplina in un lungo articolo nel numero di marzo 1985, offrendo ai lettori l'acquisto tramite ordine postale del "Rampichino" (prodotto da Cinelli, in serie limitata). Il successo tra gli appassionati dell'outdoor fu subito notevole, i produttori nazionali e gli importatori ampliarono rapidamente l'offerta di mercato per il neonato settore.
Nei vent'anni a cavallo del 2000 il mountain biking diventó uno sport fra i più diffusi, e il mercato e la nascita di competizioni sportive basate sulle specialità del mountain biking hanno permesso uno sviluppo tecnologico continuo, per cui oggi sono possibili attività che una volta non erano nemmeno pensabili.

## Descrizione
Fra le biciclette, le mountain bike sono sicuramente le più complesse. Il funzionamento generale e i componenti principali sono sempre quelli, ma oltre ad essere generalmente più robusti presentano delle differenze caratterizzanti ed elementi specifici della mountain bike.

### Telaio

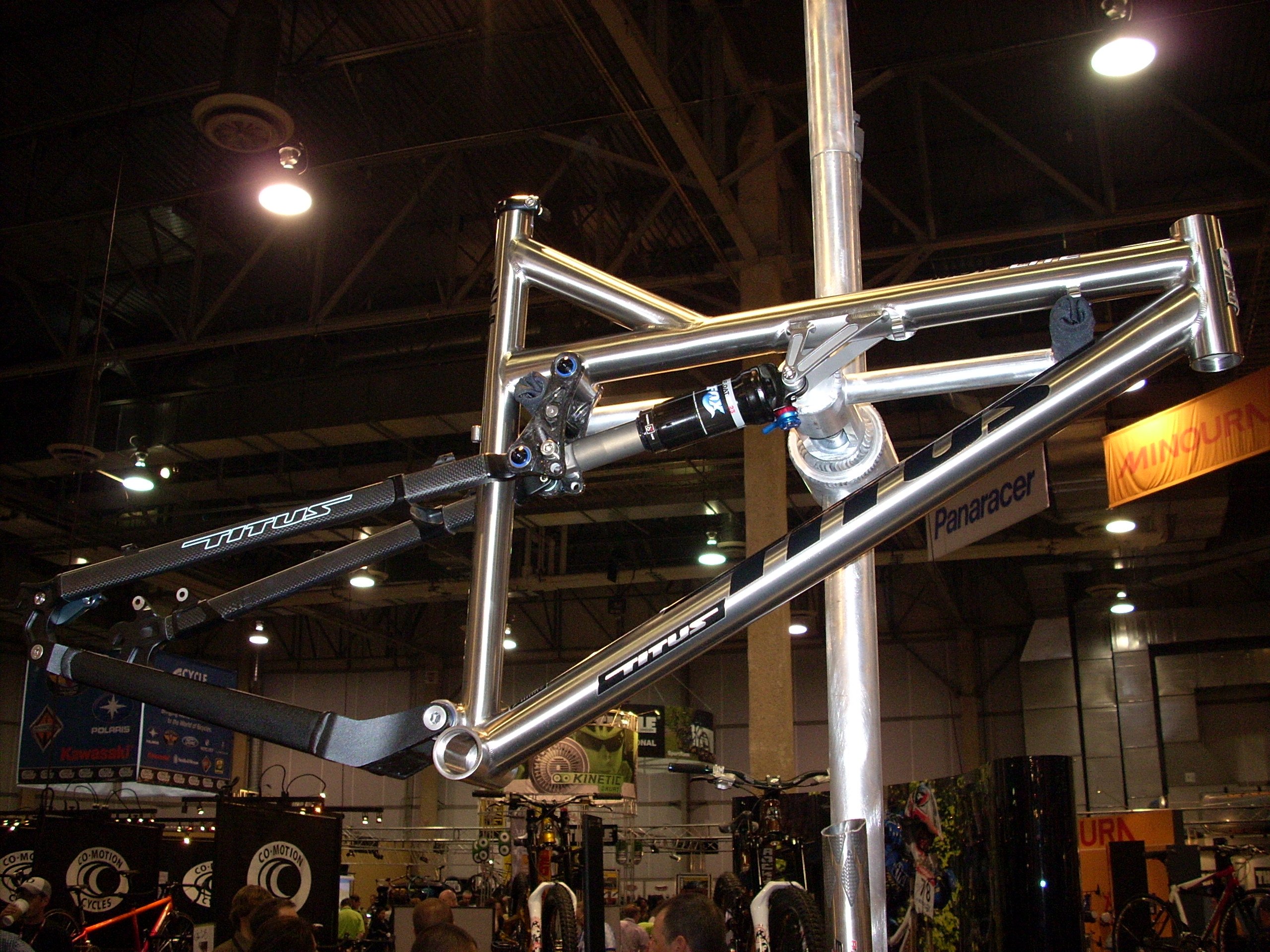
Un telaio full

I telai sono caratterizzati dall'avere una geometria tendenzialmente più compatta di quelli per bici da strada, per conferire maneggevolezza e resistenza. In questo senso è diffusa la geometria sloping (in discesa) in cui il tubo orizzontale è particolarmente inclinato verso il basso (lato sella), congiungendosi a un tubo verticale molto corto. Un'altra differenza è nei telai con sospensione posteriore, in cui il carro ha un sistema di snodi per permettere il movimento verticale della ruota. I principali materiali usati sono:
- acciaio cromo-molibdeno, pesante, economico, resistente ed elastico, usato in modelli economici ma anche di nicchia, in cui speciali lavorazioni abbassano il peso;
- leghe di alluminio, più leggero dell'acciaio ma tendenzialmente più rigido, la lavorazione è più semplice ed è più resistente all'ossidazione, è infatti il materiale più diffuso;
- compositi in fibra di carbonio: molto leggero e resistente, è più suscettibile agli urti degli altri ed ha un costo elevato;
- titanio, leggerissimo e resistente alla corrosione, è il più costoso ma per il resto simile all'acciaio.

#### Geometria

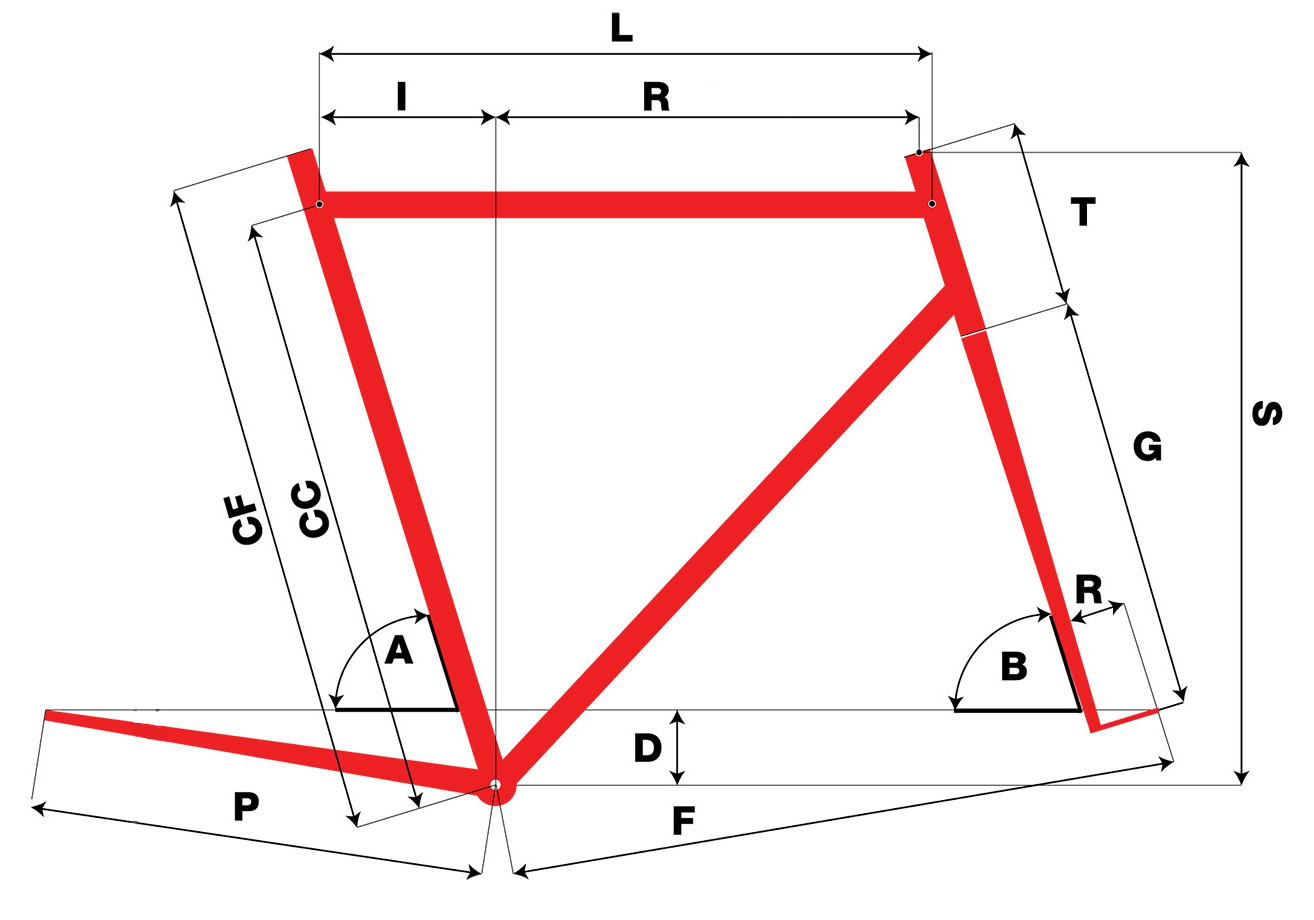
Schema illustrativo della geometria di una bicicletta

La geometria del telaio ha un ruolo fondamentale nel determinare le capacità e le inclinazioni di una mountain bike. Infatti rispetto alle altre biciclette, che hanno tutte un utilizzo simile, fra le mountain bike le geometrie possono variare molto. Seguono alcune delle variabili; occorre tener presente che in molti casi sono interdipendenti.
Angolo di sterzo (B)
L'angolo della forcella con il terreno. Fa parte della geometria della forcella. Maggiore è l'angolo, e dunque più verticale la forcella, e maggiore è la manovrabilità. Più è piccolo, e dunque la forcella puntata in avanti, maggiore è la capacità di assorbire urti in velocità e la stabilità.
Passo (P+F)
È la distanza fra i mozzi. Una maggior lunghezza dà maggior stabilità; più è corto, più è manovrabile.
Lunghezza del carro (P)
Lunghezza dal movimento centrale al mozzo posteriore. Più è corto, maggiore è la manovrabilità, ma anche la tendenza ad alzarsi della ruota anteriore. Un carro lungo dà maggior stabilità, particolarmente in salita.
Angolo del tubo verticale (A)
L'angolo va misurato rispetto al terreno. Influenza il posizionamento del ciclista in pedalata, ma anche quando è in piedi. Un angolo più verticale è più adatto a discipline pedalate, uno più inclinato a discipline gravity.
Altezza del movimento centrale
È l'altezza del movimento centrale da terra, a ruote montate. Un movimento centrale basso abbassa il baricentro del ciclista e rende più facile inclinare in curva la bicicletta, ma rende anche più facile sbattere contro rocce e altri ostacoli.
Lunghezza del tubo orizzontale (L)
Nei telai sloping va presa quella dell'orizzontale virtuale. Dipende solo dalla comodità del ciclista, ed è in genere ciò che meglio rappresenta la taglia di ogni bicicletta.
In tutto questo è da considerare anche dove si pone il baricentro del ciclista: se è più avanzato sarà più orientato alla salita, se è arretrato è adatto alla discesa.

### Sospensioni

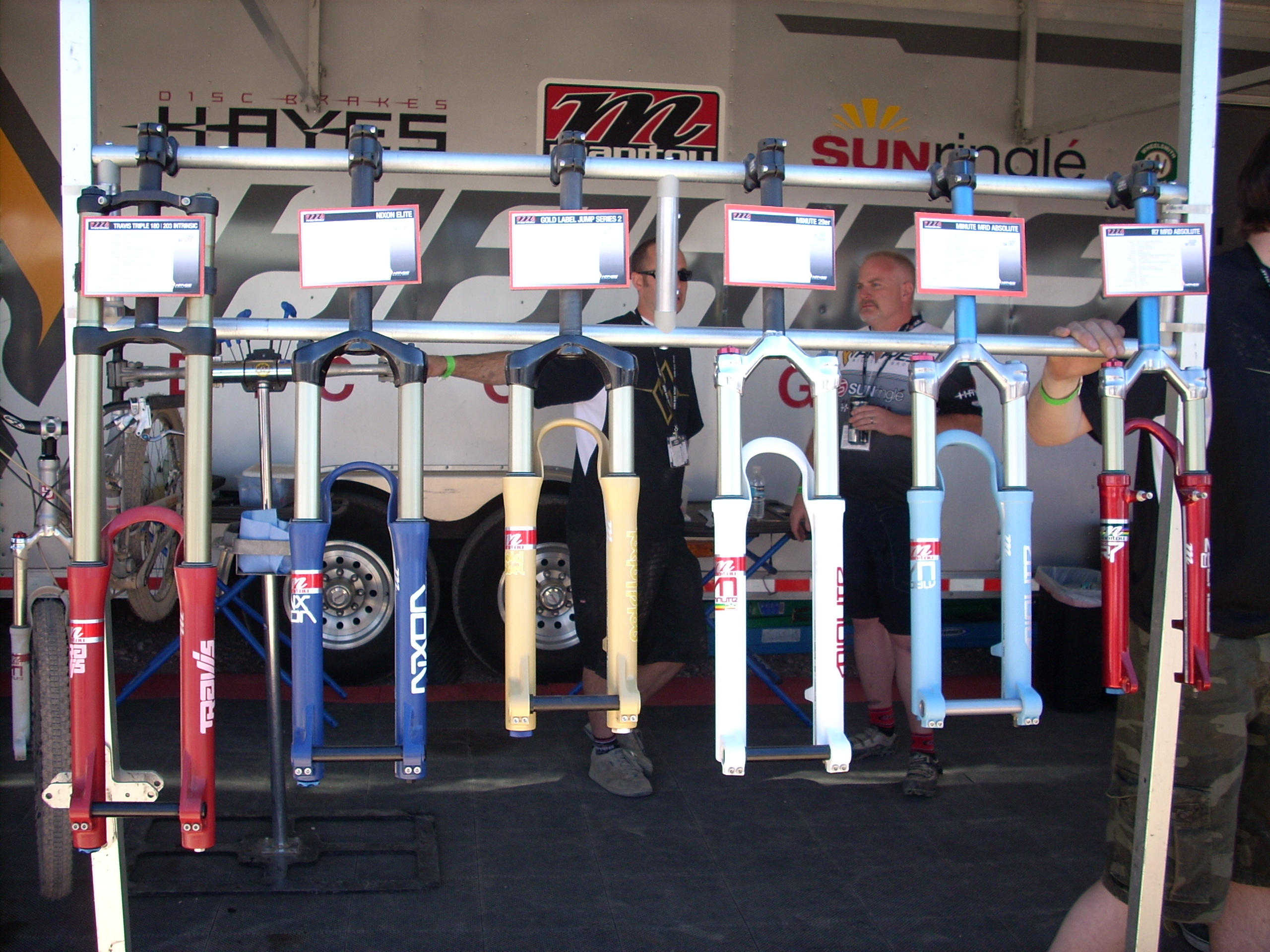
Una serie di forcelle

Le sospensioni sono la più evidente differenza fra una moderna mountain bike e le altre biciclette. Le tecnologie in questo ambito ereditano molto da quelle già sviluppate per altri veicoli. Le mountain bike si differenziano per essere rigide, con sola sospensione anteriore (front suspended, front, hardtail) o biammortizzate (full suspended, full).

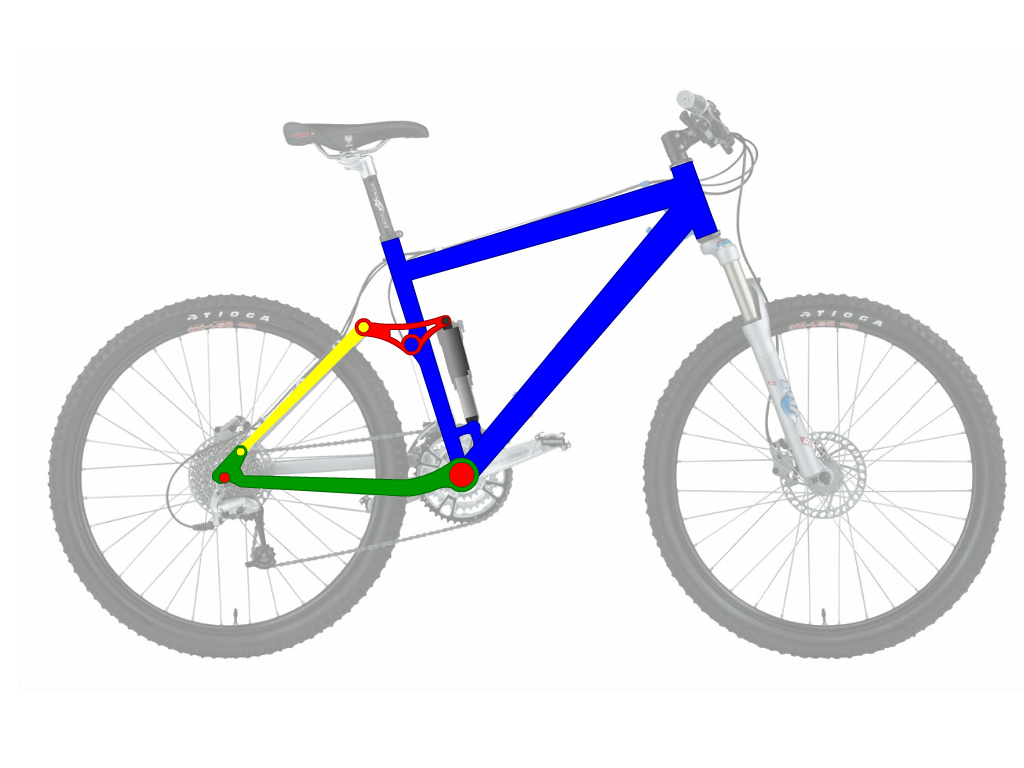
Schema di una sospensione 4-bar

Con gli ammortizzatori, per lo più idraulici, vengono usati molle ed elastomeri nei casi più economici, sistemi pneumatici in quelli in cui è ricercata leggerezza e molle solo nelle situazioni più gravose, in quanto soluzione più pesante.
A seconda del costo ve ne sono di più o meno sofisticate e possono avere varie regolazioni idrauliche quali il bloccaggio completo, lo smorzamento e la regolazione dell'altezza.
Il comportamento delle sospensioni posteriori (impropriamente note nel campo come ammortizzatori) varia molto a seconda della struttura che usano. Le principali ricadono nelle categorie del pivot singolo e del quadrilatero (4-bar). La seconda comprende alcune varianti brevettate, quali il giunto Horst, il quadrilatero Lawwill e sistemi a bracci corti come VPP di Santa Cruz, Maestro di Giant, ognuno con i suoi particolari punti di forza. Lo schema di sospensione posteriore infatti determina l'effetto delle forze trasmesse fra ruota e pedali tramite la catena (pedal kickback, bobbing) e l'effetto affondante del freno.

### Trasmissione
La trasmissione di una mountain bike è caratterizzata soprattutto da rapporti più corti, adatti a pedalare su terreni impervi e ripidi.

#### Guarnitura
La guarnitura tradizionale comprende tre corone (tripla), ma sono diffuse anche doppie e monocorona. Il monocorona è particolarmente usato su mezzi destinati al gravity e al cross country, che hanno orientamenti specifici e non necessitano di un'amplissima gamma di rapporti. Nei mezzi destinati all'uso più intenso è comune montare, se non già presente, un resistente anello chiamato bash ring per proteggere le corone. Il bash può anche essere fisso e montato sul lato interno, e di solito è abbinato a un sistema guidacatena e tendicatena, che impedisce la caduta della catena dalle corone.

#### Cambio e deragliatore

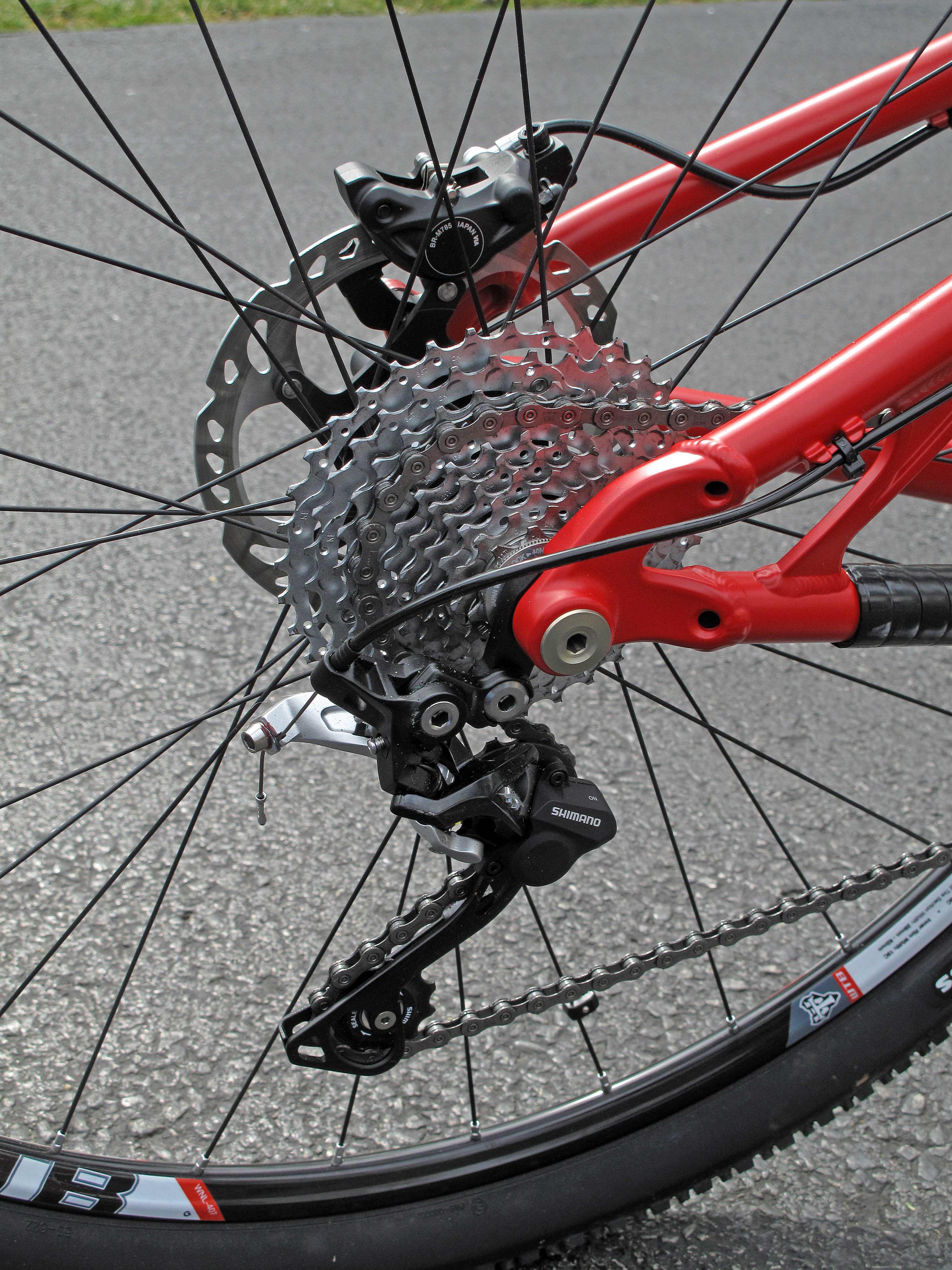
Cambio posteriore di una MTB del 2013

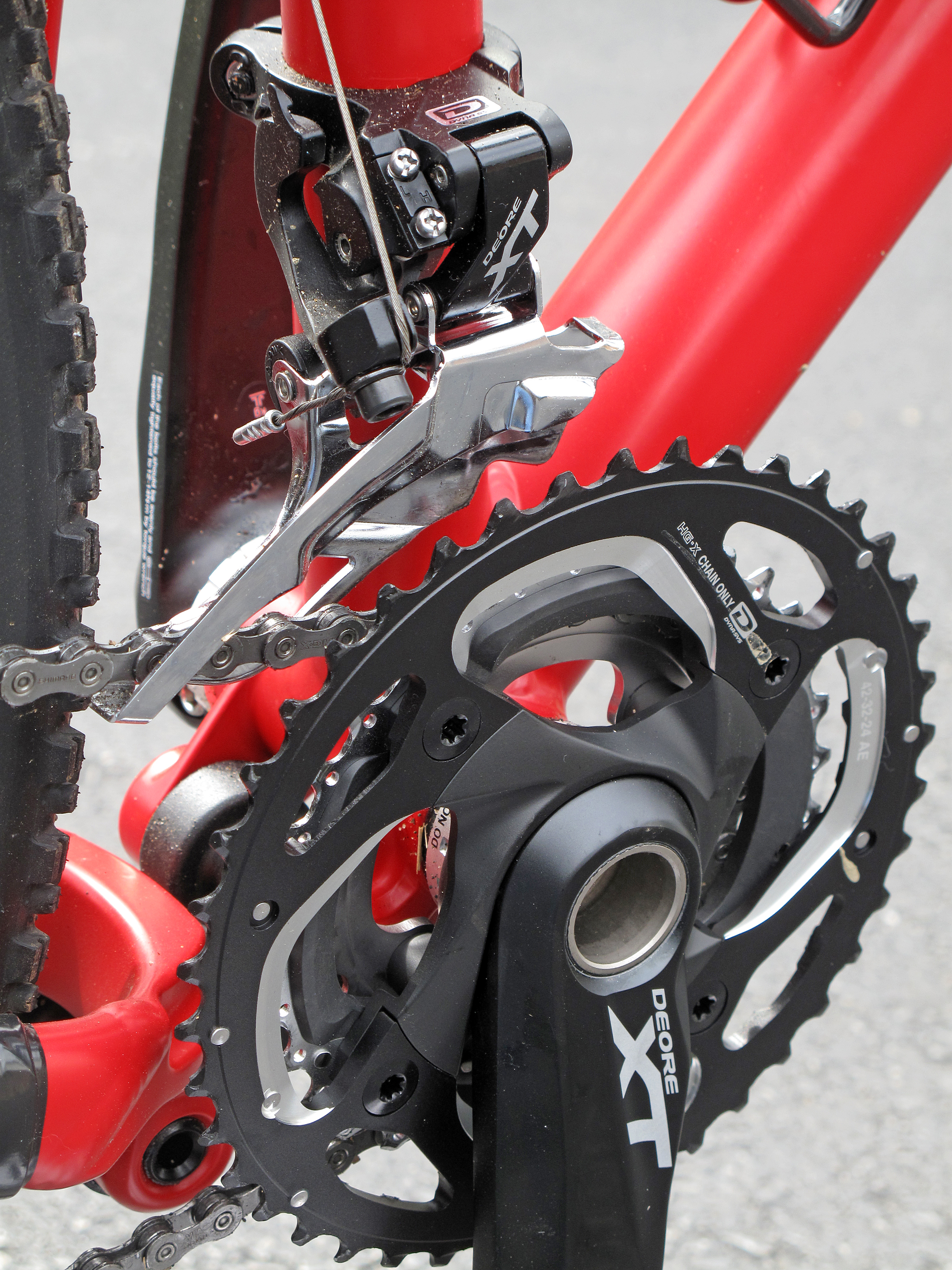
Cambio anteriore

Come nelle biciclette tradizionali, la cambiata è sempre affidata ai deragliatori a trapezio. Quello posteriore è comunemente detto cambio, per distinguerlo da quello anteriore. Esistono comandi a grilletto e a rotazione (integrati nella manopola del manubrio). Il cambio è di solito caratterizzato dall'avere il tensionatore particolarmente lungo rispetto a quello delle bici da corsa, perché la maggior ampiezza di rapporti richiede maggiori variazioni di lunghezza della catena.
La tecnologia dei deragliatori non è particolarmente indicata al mountain biking, in quanto espone parti delicate a urti, sporco e fango. Esistono alcune alternative, quali i mozzi posteriori a cambio interno Rohloff e Alfine, il sistema Pinion e la guarnitura Hammerschmidt. Le ultime due in particolare sono dedicate all'uso fuoristrada, proteggendo i meccanismi di cambiata e riducendo l'ingombro della corona. In genere però tutte queste soluzioni, sebbene efficaci, non sono leggere ed efficienti come deragliatori, corone e pignoni, che rimangono di gran lunga i più diffusi.

#### Pedali

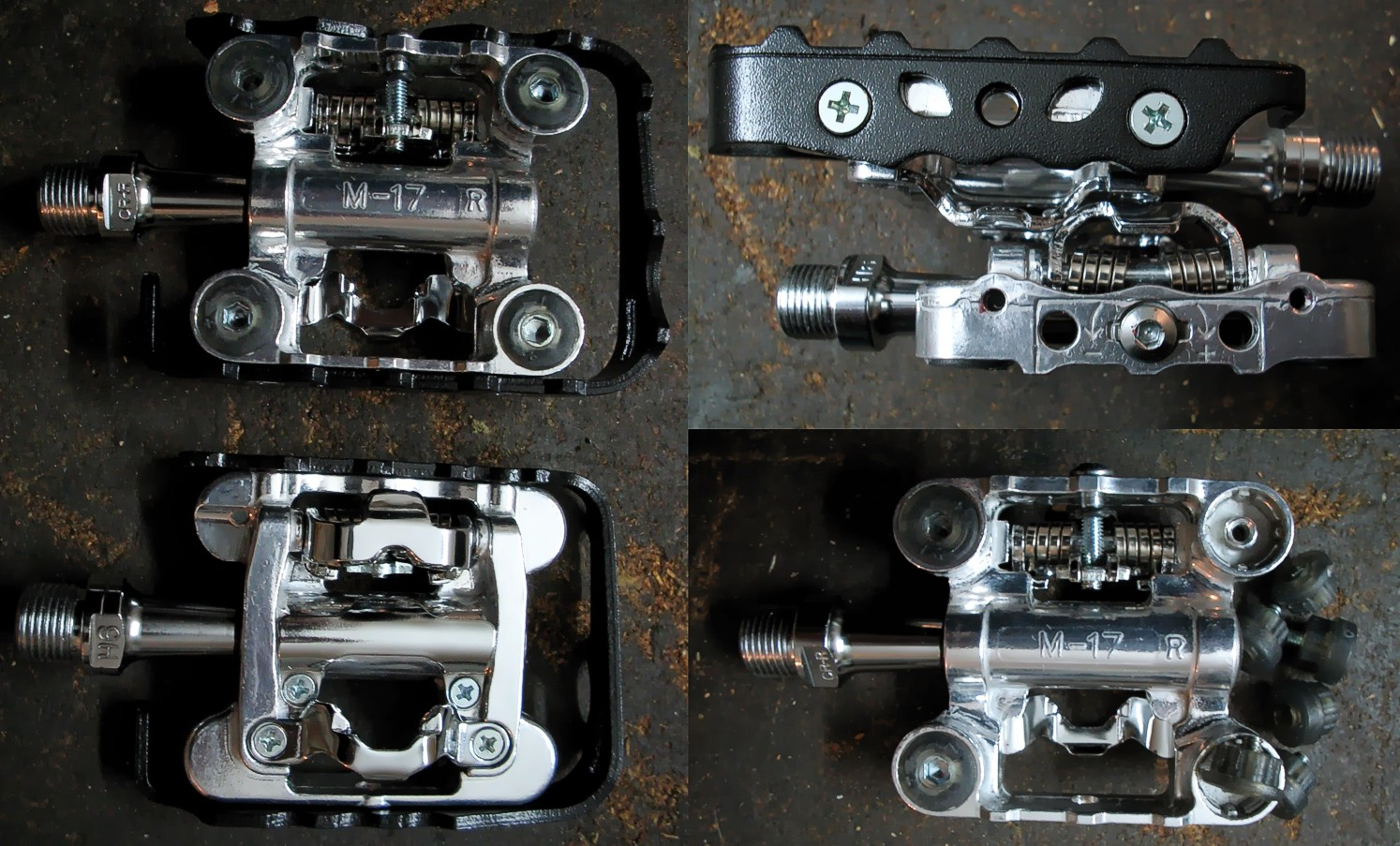
Pedali a sgancio rapido

I pedali si dividono fra due categorie principali: flat (piatti) e a sgancio rapido.
I pedali flat sono i classici pedali da bicicletta, evolutisi con un'ampia superficie d'appoggio che può presentare dei piccoli pioli (pin) che impediscono o riducono lo scivolamento del piede anche in caso di fango. I flat sono i più adatti a chi inizia e a chi pratica discipline più orientate alla guida o frequenta luoghi poter appoggiare a terra un piede può impedire gravi cadute (es: cicloalpinismo). Tuttavia molto dipende anche dalle preferenze del ciclista.
I pedali a sgancio rapido invece, da usare con apposite scarpette munite di tacchette, àncorano il piede alla bicicletta e aiutano a generare una pedalata più rotonda ed efficace (i pedali vengono non solo spinti ma anche tirati verso l'alto). Comunemente noti anche come SPD (Shimano Pedaling Dynamics) dal nome del sistema ideato da Shimano che per primo li ha introdotti, si agganciano automaticamente premendo il piede sul pedale e si sganciano con una torsione laterale, in genere regolabile nella forza. A differenza dei pedali da strada, gli SPD possono essere utilizzati su ambo i lati, offrendo una possibilità in più di aggancio nel caso il fango o la terra blocchino la molla del pedale stesso. Intorno all'aggancio c'è una base d'appoggio, più piccola o assente per il cross country e più ampia per le discipline gravity.

### Ruote

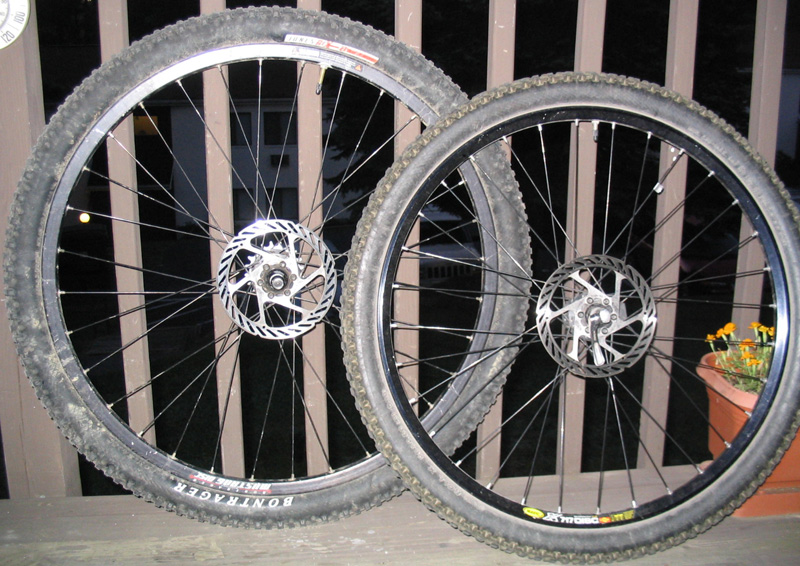
29" e 26" a confronto

Le ruote non sono diverse da quelle delle altre biciclette, se non per la maggior solidità generale e per la capacità di alloggiare copertoni di sezione maggiorata. Parte della maggior robustezza è data in alcuni casi dai perni dei mozzi, che possono avere un diametro fra i 9 e i 20 millimetri. A parte il caso più piccolo, infatti, si tratta di cosiddetti perni passanti che si innestano solidamente nella forcella o nel carro, garantendo una maggior resistenza alla torsione.
Altra caratteristica è stata la predominanza, fino a un certo punto, dello standard da 26 pollici, che è una misura indicativa del diametro della ruota completa di copertone, mentre il cerchio misura 559 millimetri. A partire dal 2010
però nel mercato si sono affermati altri standard, primo fra tutti quello da 29 pollici. Anche in questo caso si riferisce al diametro totale, tanto che il solo cerchio ha in effetti il classico formato 700c (⌀ 622 mm) delle biciclette da corsa, da trekking e da città. Le biciclette progettate per ruote da 29 pollici vengono dette anche 29er. Un altro standard è quello da 27,5", con cerchio 650b (⌀ 584 mm).
La presenza dei vari standard permette un diverso compromesso fra agilità, robustezza, peso, aderenza al terreno e resistenza al rotolamento. Una ruota più grande fornisce una maggior impronta a terra e rotola meglio, ma è meno robusta lateralmente, pesa di più ed ha maggior momento di inerzia ed effetto giroscopico. In generale dunque le ruote più grandi si adattano meglio alle discipline più regolari, mentre quelle più piccole a quelle più tecniche. Anche qui però, molto è lasciato comunque al gusto personale.
Un'ultima piccola differenza dalle altre ruote è che quasi tutti i cerchi per mountain bike moderne mancano di una pista frenante, non necessaria con i freni a disco.

### Pneumatici

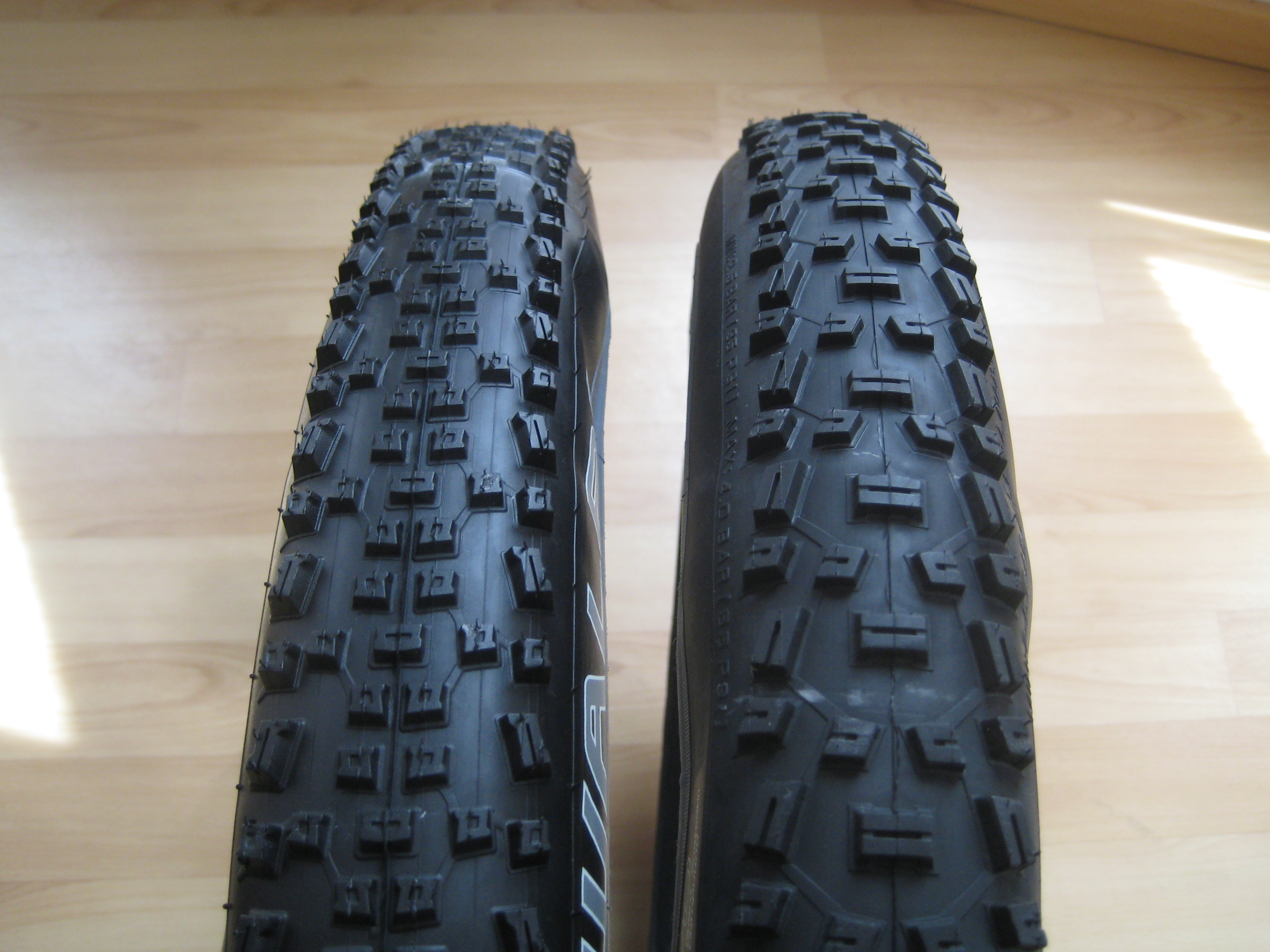
Copertoni da mountain bike

Gli pneumatici hanno sezione compresa in gran parte in 1,8-2,5 pollici, ma in certi casi (v. fatbike) possono raggiungere i 4,8 pollici (circa 122 mm). La carcassa ha robustezza e peso variabili a seconda della destinazione d'uso, ed è caratterizzata dal TPI (Thread Per Inch, fili per pollice) che è una misura del numero e dunque dello spessore dei fili che la compongono.
Il disegno del battistrada è generalmente tassellato: alcuni sono più adatti al fango, altri a terreni rocciosi, altri ancora a quelli polverosi, ed il mercato propone innumerevoli altre soluzioni. È anche diffusa la pratica, in ambito agonistico, di personalizzare il disegno in base alle condizioni della gara.
Anche le mescole sono particolarmente evolute, con battistrada anche a tripla mescola.
I copertoni da mountain bike esistono per camera d'aria ed anche tubeless, questi ultimi col vantaggio di poter tenere pressioni di gonfiaggio minori ed avere una maggior aderenza, senza il rischio di forare per pizzicatura. In questo caso è diffuso anche l'uso di lattice che sigilla automaticamente le piccole forature da spine.

### Manubrio
Come il telaio, può essere in alluminio, acciaio, titanio o fibra di carbonio. Di forma generalmente dritta o poco arcuata, ha una lunghezza che dipende dalla larghezza delle spalle del ciclista, ma in tutte le discipline dove la resa di pedalata non è essenziale si preferiscono manubri più larghi che garantiscono maggior controllo e un miglior supporto contro gli urti della ruota anteriore. Si possono aggiungere speciali appendici (Bar End), comunemente note come "corna", alle estremità del manubrio, che per alcuni sono utili in salita e in particolare in piedi. Tali appendici però sono sempre meno diffuse, perché pericolose in caso di caduta.

### Freni

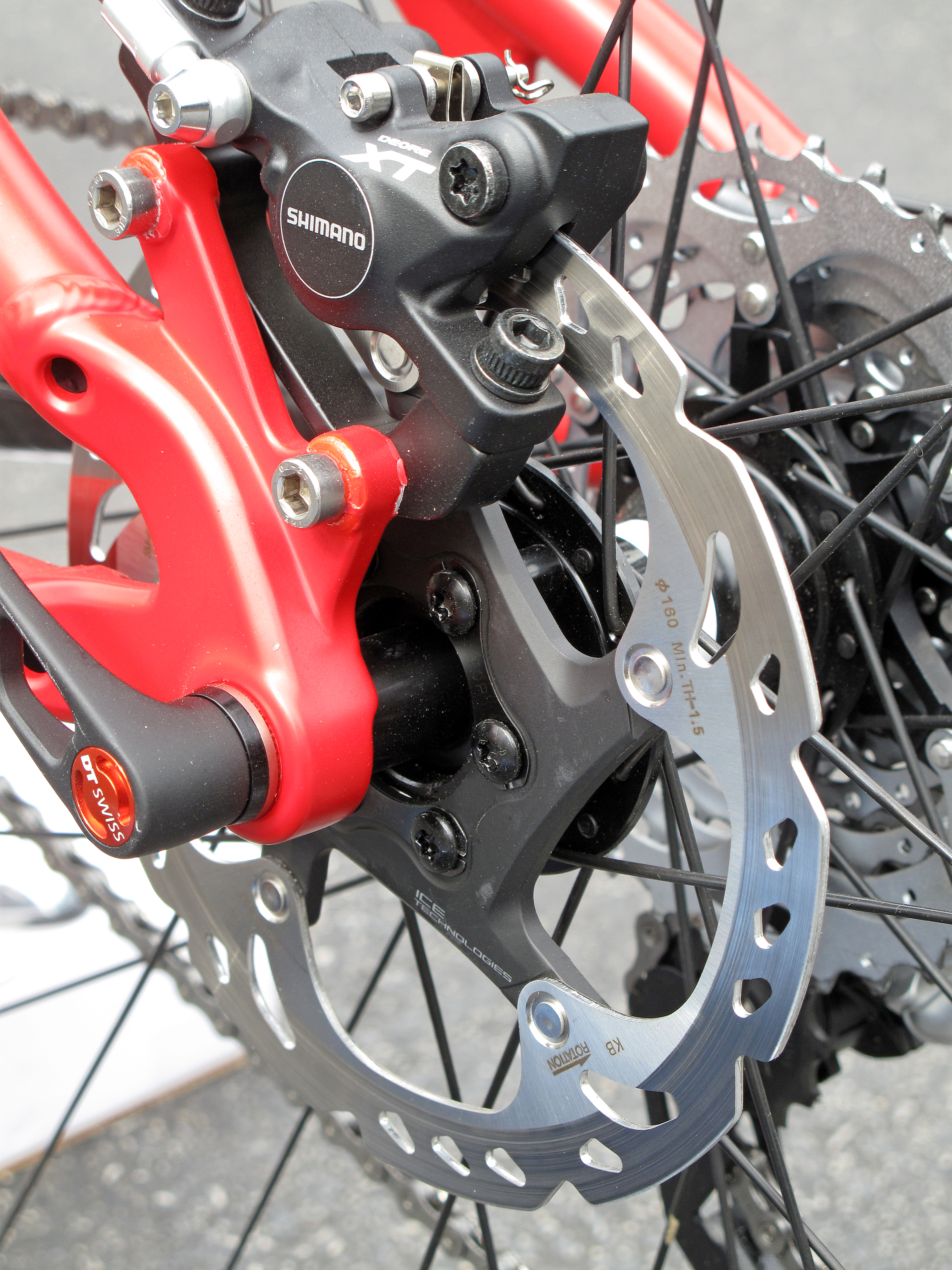
Freno a disco

Il principale requisito che i freni da mountain bike devono avere è la capacità di lasciare spazio a sufficienza da evitare accumuli di fango tra il cerchione ed il pattino del freno. Fino alla fine degli anni novanta erano impiegati universalmente freni Cantilever, già in uso nel ciclocross, poi sostituiti pian piano da freni a V. I freni a V sono leggeri, economici e di facile manutenzione. 
Ultima variante dei freni ad azione sul cerchio sono quelli idraulici di Magura.
A partire dal 1997, con la commercializzazione degli Hayes Mag,
si sono diffusi i freni a disco idraulici, simili per costruzione e funzionamento a quelli motociclistici. Possono essere usati solo con ruote appositamente progettate, con raggiature adatte al forte momento torcente che si crea fra il mozzo e il cerchio in frenata. Anche il telaio e la forcella devono essere predisposti con gli appositi supporti per il fissaggio della pinza.
I freni a disco sono stati una notevole innovazione. La maggior potenza, modulabilità ed affidabilità della frenata hanno permesso di raggiungere velocità maggiori, affrontare discese più ripide e tecniche e quindi hanno influenzato anche la larghezza delle gomme, l'importanza di sospensioni che tenessero le ruote a contatto del terreno e in generale l'entità degli stress a cui una mountain bike è sottoposta.
Esistono anche freni a disco meccanici, in cui la pressione è impressa alle pasticche tirando un cavo, ma al contrario di quelli idraulici spingono solo una delle pasticche contro il disco, offrono una frenata molto simile a quella dei freni idraulici, ma a differenza di questi, la frenata è meno istantanea

### Il reggisella telescopico
Sul mercato ormai da diversi anni diventa popolare a partire dal 2010 con l'entrata sul mercato di più prodotti in concorrenza tra loro (Crank Brothers, KS, X-fusion e Rock Shox i più diffusi). Imprescindibile sulle mountain bike da enduro, consente di abbassare e alzare la sella continuando l'azione pedalatoria o di guida e garantendo la massima efficienza sia in salita con la sella alta che in discesa con la sella abbassata. Nei modelli più evoluti il comando di azionamento si trova sul manubrio, negli altri sotto la parte anteriore della sella.

## Tipologie
Esistono molti tipi di mountain bike, che corrispondono all'incirca alle attività comprese nel mountain biking. La classificazione è particolarmente granulare e difficilmente netta. Per questo, anche se è utile avere dei termini convenzionali da usare, è più importante conoscere i fattori che principalmente differenziano un modello dall'altro: la geometria del telaio, l'escursione delle sospensioni, e il tipo di componenti che monta.

### Cross country

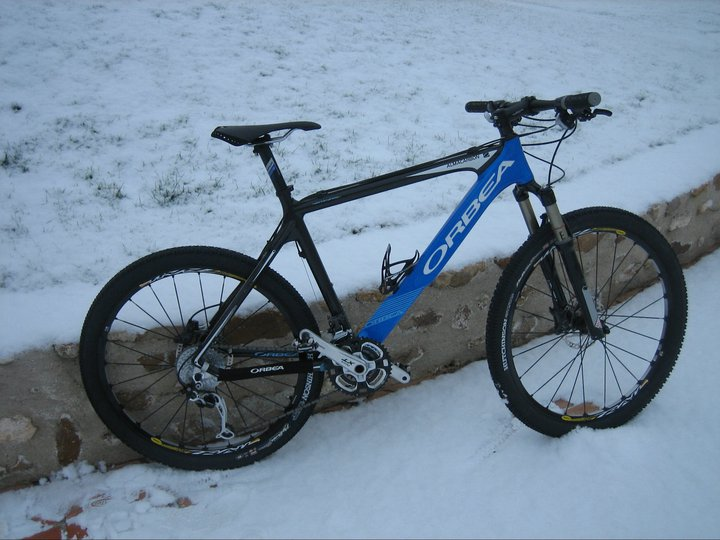
Cross country in carbonio

Sono mountain bike sviluppate appositamente per le competizioni di cross country, la cui enfasi sulle salite e il mantenimento di un'alta velocità media richiedono biciclette leggere ed efficienti. Negli anni ottanta e primi novanta le mountain bike da XC avevano telai leggeri in acciaio e forcelle rigide. Durante gli anni novanta si sono evolute, passando a telai in alluminio e forcelle ammortizzate (generalmente 80–100 mm). Con il miglioramento delle tecnologie e l'uso di compositi in carbonio, anche nell'XC si è iniziato ad usare biciclette biammortizzate con escursioni leggermente maggiori, specie nel caso di competizioni marathon che richiedono lunghe permanenze in sella.
Il peso di una bicicletta da cross country può scendere sotto gli 8 kg. La geometria, che pone il ciclista in posizione molto avanzata, favorisce l'arrampicata e la reattività (cioè una rapida risposta ai colpi di pedale) e tralascia la stabilità e le capacità discesistiche, quindi non necessita nemmeno di freni particolarmente potenti, che tra l'altro sarebbero più pesanti. Possono essere monocorona, in particolare se destinate a ciclisti allenati. Le ruote da 29" trovano un utilizzo ideale su queste biciclette. Per la loro semplicità sono disponibili anche in versioni particolarmente economiche, ma il peso può arrivare anche a 15 kg.

### All mountain

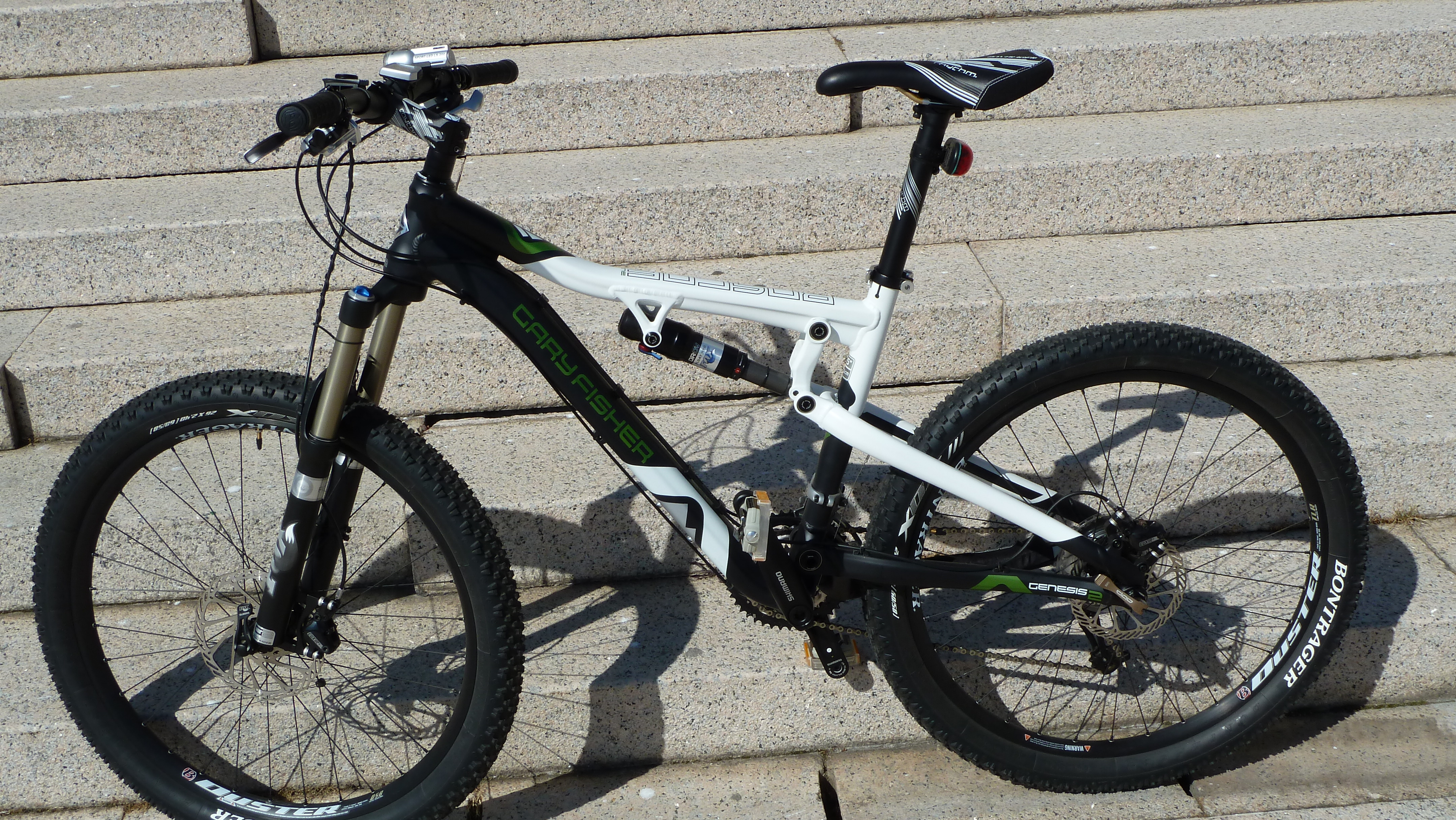
Bicicletta da all mountain

Le biciclette da all mountain sono dedicate alla disciplina ricreativa nota anche come cicloescursionismo. Si tratta di bici full centrate al compromesso di pedalabilità tra discesa e salita, affidabilità e robustezza, e comodità di guida-seduta. Fondamentalmente sono full suspended regolabili, con escursioni tra 120 e 150 mm, montano forcelle anteriori con steli da 28 a 34 mm, pesano tra 12 e 15 kg, e quindi, possiedono geometrie stabili quanto basta per fare discese non competitive e che non pregiudichino troppo la pedalabilità in salita, ma che permetta al ciclista di manovrare per superare anche tratti ripidi. In genere è comune una guarnitura a doppia corona con protezioni (bash ring) e con rapporti corti per affrontare lunghe salite. Le ruote da 27,5" sono candidate ideali per un mezzo da all mountain, ma si trovano varie soluzioni, sia 26" che 29" e misti (mullet). Comprese tra queste biciclette sono le MTB da trail (più leggere) e da enduro (più robuste), nonostante ci siano gare e competizioni di enduro. Le biciclette da trail sono una via di mezzo fra le full da marathon e quelle da enduro, con escursioni intorno ai 125 mm (110-140 mm), e che condividono l'affidabilità delle tipiche all mountain. Tuttavia, sono più orientate alla pedalabilità in salita e un po' meno alla discesa; infatti, il peso non supera mai i 14 kg, benché in questo ampio segmento non siano rare anche delle biciclette in acciaio a sola ammortizzazione anteriore, dette in certi casi front da enduro.

### Enduro
Le mountain bike da enduro sono simili alle all mountain, ma in genere si tratta di mezzi da competizione. Hanno generalmente 160 mm di escursione, perni passanti alle ruote e forcella con steli da 34 o 36 mm per la maggior rigidità richiesta, ammortizzatore posteriori con piggyback, possono essere monocorona e hanno un peso paragonabile a quello delle all mountain. Per le ruote si usa il formato da 27,5" e da 29" oppure miste (mullet).

### Freeride
Le mountain bike da freeride sono destinate al gravity, generalmente da bike park. Facendo affidamento a risalite meccanizzate . la pedalabilità non è quasi mai una necessità, al contrario della robustezza e, secondariamente, delle doti in discesa. Le sospensioni di circa 180 mm sono prevalentemente a molla, il telaio e l'allestimento le rendono capaci di subire gli abusi della disciplina. Le ruote, da 26" o 27.5", sono larghe e robuste e i pesi possono variare. Alcuni infatti preferiscono montare componenti più leggeri per poter occasionalmente pedalare in salita; si parla in questi casi di freeride leggero.

### Downhill

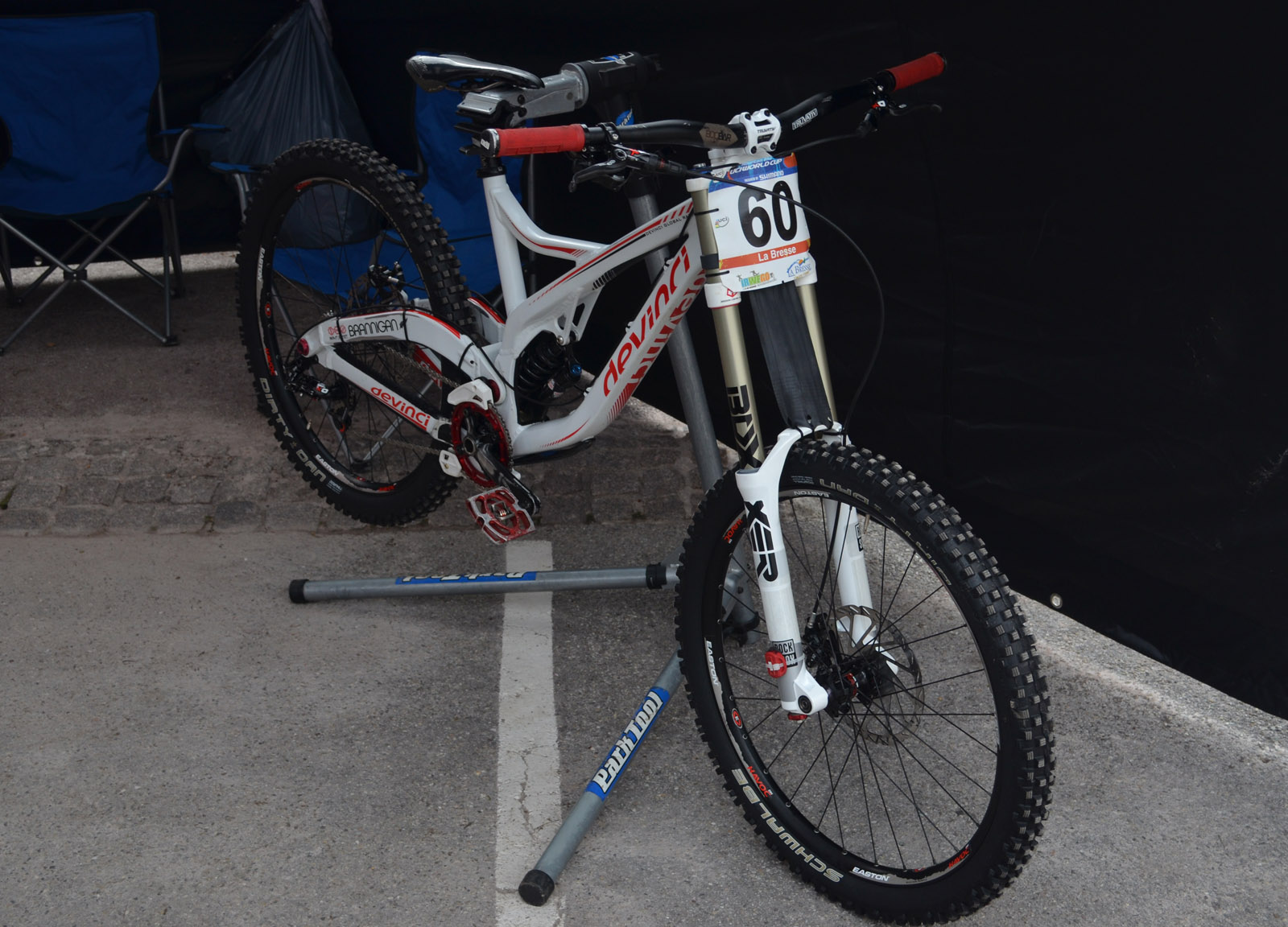
Bicicletta da downhill

Le mountain bike da downhill sono sviluppate intorno all'omonima competizione, una gara di discesa a tempo su tracciati variabilmente veloci e tecnici. Devono sostenere velocità molto alte, per cui hanno una geometria molto stabile, con passo lungo e angoli di sella e sterzo molto distesi. La forcella è a doppia piastra, generalmente a molla, con steli da 40 mm affinché rimanga rigida e ha 200 mm di escursione. Si sperimentano anche sospensioni ad aria, perché la leggerezza è un fattore importante per le biciclette da downhill: meno inerzia significa più accelerazione e soprattutto frenate più corte. Anche le ruote e il resto dei componenti infatti non sono votati completamente alla robustezza come nelle biciclette da freeride, ma sono un compromesso con il peso. Il formato delle ruote è generalmente da 27,5.

### Altri

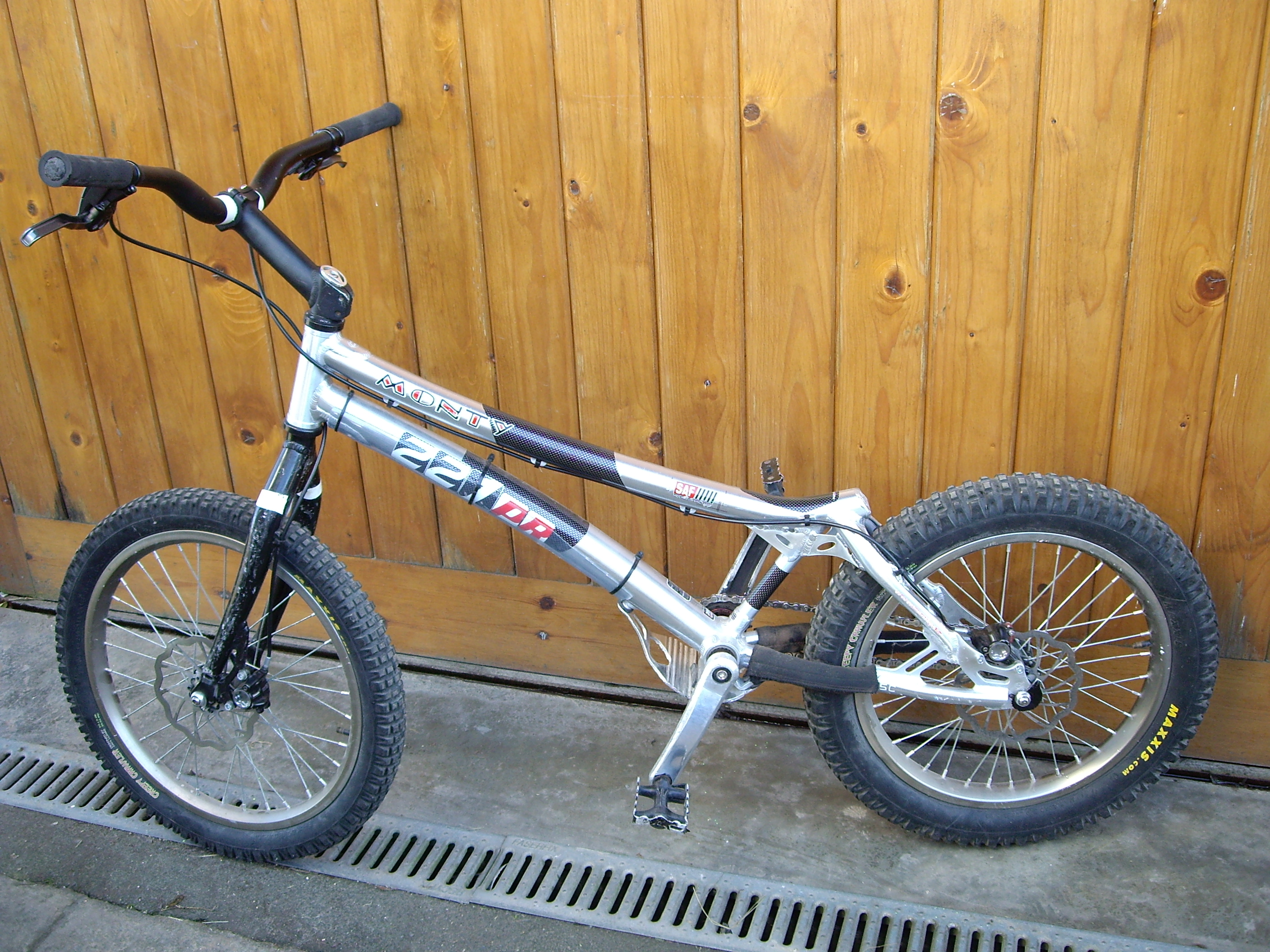
Una trialbike

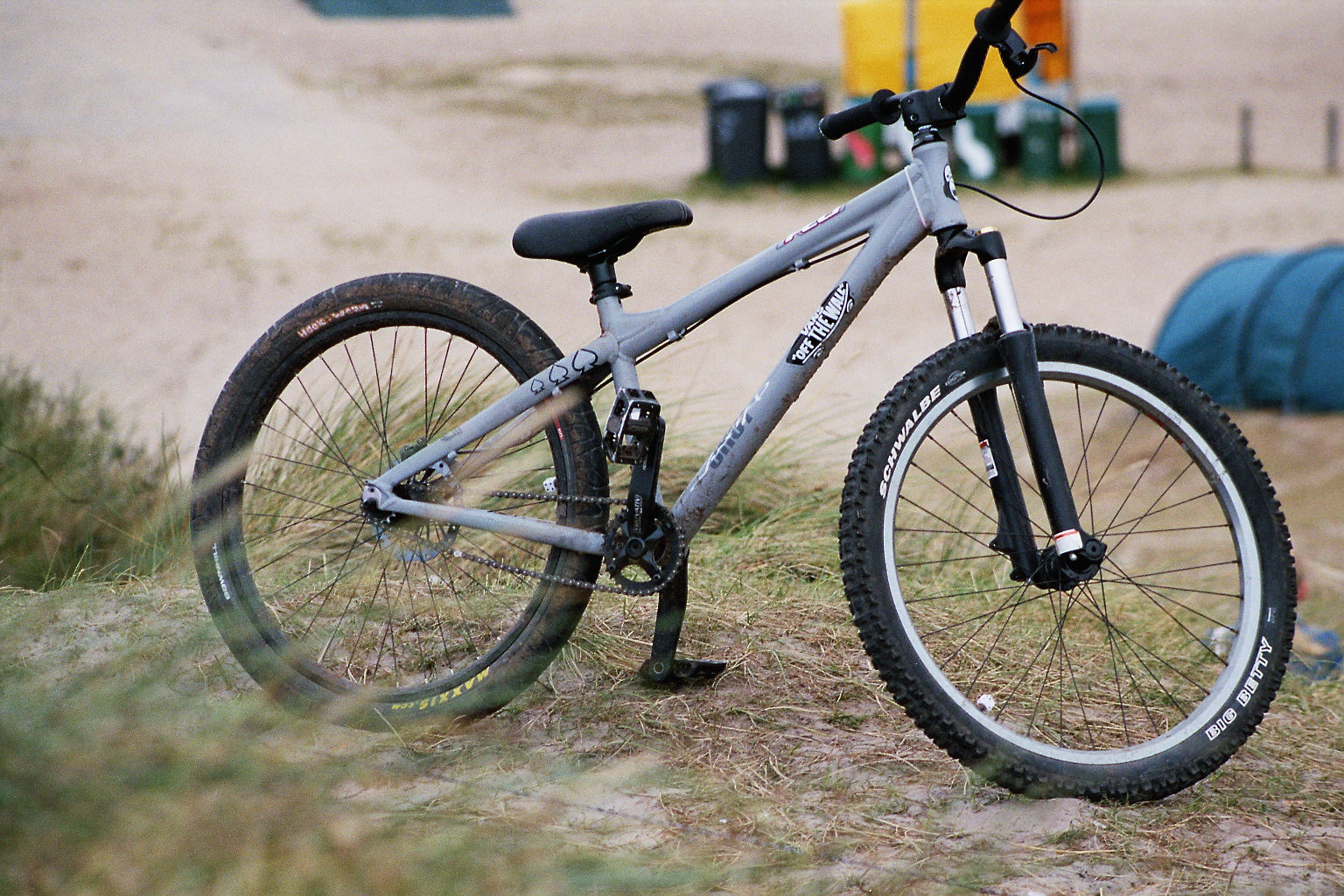
Una solida dirtbike

Altri modelli di mountain bike sono destinati a particolari usi: trial, four-cross, street (molto simili alla BMX). Le dirt jump e le slopstyle sono usate soprattutto per compiere varie evoluzioni in aria; di solito questo tipo di biciclette hanno la particolarità di avere un telaio molto robusto e ruote da 26. A parte le prime 2, particolarmente specializzate, le altre si somigliano molto, essendo per lo più front piccole e robuste destinate a compiere evoluzioni.